# Shiki Kuroeda
Shiki Kuroeda (Japans: 黒枝 士揮 Kuroeda Shiki; Oita, 8 januari 1992) is een Japans wielrenner die sinds 2021 rijdt voor Sparkle Oita Racing Team.

## Overwinningen
2009
 Japans kampioen op de weg, Junioren
2012
1e etappe Ronde van Hokkaido
2016
Puntenklassement Ronde van Thailand
2018
3e etappe Ronde van Lombok

## Ploegen
- 2014 –  Vini Fantini Nippo
- 2015 –  Nippo-Vini Fantini
- 2016 –  Aisan Racing Team
- 2017 –  Aisan Racing Team
- 2018 –  Aisan Racing Team
- 2019 –  Team Bridgestone Cycling
- 2020 –  Team Bridgestone Cycling
- 2021 –  Sparkle Oita Racing Team
- 2022 –  Sparkle Oita Racing Team
- 2023 –  Sparkle Oita Racing Team
- 2024 –  Sparkle Oita Racing Team
- 2025 –  Sparkle Oita Racing Team

Berlato · Bisolti · Chaparro · Colli · Cunego · De Negri · Filosi · Grosu · Ishibashi · Kuroeda · Malaguti · Marini · A.Nibali · Pozzo · Stacchiotti · Viola · Yamamoto · Onesti (stagiair)
Aoyama · Ayabe · Chihara · Fukuda · Haneda · Harada · Hayakawa · Hiratsuka · Ito · Komori · Kuroeda · Nakajima · Nakane
Aoyama · Harada · Hayakawa · Komori · Kuroeda · Okamoto · Sumiyoshi · Watanabe
Aso · Hayakawa · Komori · Kuroeda · Monier · Nomoto · Okamoto · Sumiyoshi · Watanabe